# Paratrichius geibiensis
Paratrichius geibiensis är en skalbaggsart som beskrevs av Yoshikazu Miyake 1997. Paratrichius geibiensis ingår i släktet Paratrichius och familjen Cetoniidae. Inga underarter finns listade i Catalogue of Life.